# Frank Dehne
Frank Dehne (ur. 14 lutego 1976 roku w Berlinie) – niemiecki siatkarz, wielokrotny reprezentant kraju. 13 grudnia 2007 roku podpisał kontrakt klubem AZS Olsztyn. Ostatnio występował we włoskiej Serie A w klubie Marmi Lanza Werona. Występuje na pozycji rozgrywającego.

## Kluby
- 1985–1994  SG Rupenhorn
- 1994–1997  Post SV Berlin
- 1997–2003  SCC Berlin
- 2003–2004  Rennes Etudiants Club Volley
- 2004–2005  Lube Banca Marche Macerata
- 2005–2006  Codyeco St. Croce
- 2006–2007  Tonno Calipo Valentina
- 2007–2007  Famigliulo Corigliano
- 2007–2008  AZS Olsztyn
- 2008–2009  Marmi Lanza Werona
- 2009–2010  Galatasaray SK

## Sukcesy
- 1996 - Puchar Niemiec
- 1999 - Złoty medal Uniwersjady
- 2000 - Puchar Niemiec
- 2003 - Mistrzostwo Niemiec
- 2005 - Puchar CEV